# Igor Bychko
Igor Valentinovich Bychko (Járkov, 10 de julio de 1931), es un filósofo y catedrático ruso-ucraniano, doctor en filosofía por la universidad de Kiev.
Es un académico, secretario de la Academia Ucraniana de Ciencias Políticas, miembro del consejo de redacción de varias revistas científicas y publicaciones periódicas. En el año 2000, fue galardonado con el título honorífico de "Profesor Honorario de la Universidad Nacional de Kiev". Es el principal representante de la Escuela Filosófica de Kiev.
Es hijo de la poeta Valentina Bychko y esposo de la filósofa Ada Bychko.

## Biografía
En 1954 se graduó en el Departamento de Filosofía de la Universidad Estatal de Kiev.
Dentro de la universidad trabajó en las siguientes posiciones: desde 1961 fue profesor titular, profesor asociado del departamento de materialismo dialéctico e histórico (1965), profesor asociado de la historia de la filosofía (1967-1969), profesor asociado de la filosofía de las facultades humanitarias (1969-1972) y profesor asociado del Departamento de materialismo dialéctico. (1972-1975).
En 1975-1984, dirigió el departamento de la historia de la filosofía. De 1984-1992 fue jefe del Departamento de Filosofía del Instituto de Estudios Avanzados de la universidad de Kiev. De 1992 a 1994, profesor de Historia de la Filosofía, de 1994 a 1998 profesor de Teoría e Historia de la Filosofía, Profesor de Historia de la Filosofía de Kiev Nacional Taras Shevchenko. Profesor del Departamento de Filosofía y Estudios Religiosos de la Universidad Nacional "Kiev-Mohyla".
Es un miembro del consejo de expertos sobre la filosofía de la RCS de Ucrania, está el consejo de tesis tesis doctoral (PhD) en la Universidad Nacional Taras Shevchenko de Kiev.